# アルターフ 復讐の名のもとに
『アルターフ 復讐の名のもとに』（アルターフ ふくしゅうのなのもとに、原題：Mission Kashmir）は、2000年に公開されたインドのアクション・ドラマ映画。ヴィドゥ・ヴィノード・チョープラーが監督・製作を務め、サンジャイ・ダット、リティク・ローシャン、プリーティ・ジンタ、ソナリ・クルカルニー、ジャッキー・シュロフが出演している。両親を殺された少年が成長後、養父である警察署長が仇であることを知り、復讐のためテロを計画する物語である。
映画では戦争やテロの被害を受けた子供を題材にしており、脚本にはピューリッツァー賞候補者だったスケトゥ・メフタが参加している。アメリカ合衆国では暴力描写のため「R」指定され、ストックホルム国際映画祭でも上映されている。インド国内では、2000年公開の国内年間映画興行収入ランキング第3位となった。

## キャスト
- イナヤット・カーン - サンジャイ・ダット
- アルターフ・カーン - リティク・ローシャン
- スーフィヤ・カーン - プリーティ・ジンタ
- ヒラール・コイスタニ - ジャッキー・シュロフ
- ニーリマ・カーン - ソナリ・クルカルニー（英語版）
- マリク・アル・カーン - プル・ラージクマール（英語版）
- アヴィナシュ・マットー - アバイ・チョープラー
- グルディープ・シング - ヴィニート・シャルマ
- 書記長 - ラジェンドラ・グプタ（英語版）
- シャラファト - アショーカ・バンティア（英語版）

## 製作
映画はインド・パキスタン間の領土問題として発生したジャンムー・カシミール暴動とカシミール紛争からインスピレーションを得て製作されている。1999年後半から撮影が開始されたが、主役であるリティク・ローシャンは当時無名俳優の1人に過ぎなかった。撮影初日、ローシャンはシュリーナガルの撮影現場にカシミール戦士の衣装を着て訪れたため、撮影現場の警備員から不審者扱いされて現場入りを拒否されてしまう。その後、2000年1月14日に主演作『Kaho Naa... Pyaar Hai』が公開されて以降、ローシャンの存在はインド全域で知られるようになった。
サウンドトラックには7曲が収録されている。曲はシャンカル＝イフサーン＝ロイが個別に作曲している。イフサーン・ノーラニが3曲を担当し、シャンカル・マハデヴァンとロイ・メンドンサがそれぞれ2曲ずつ担当している。サウンドトラックは150万枚を売り上げ、年間売上ランキング第12位となった。

## 批評
プラネット・ボリウッドのモハメド・アリ・イクラムは8.5/10の評価を与え、映画の技術面と主要キャストの演技面を高く評価している。Rediff.comのサイスレシュ・シヴァシュワミーは、「これは監督の頭脳ではなく心からくる物語であり、真実はフレームの後につく」と批評している。apunkachoice.comのN・K・ディオシは4/5の星を与え、「映画の中の全てのドラマの下には、カシミールの人々が実際に行っていることを伝えるという熱意が潜んでいる」と批評している。Screenはキャストの演技を称賛したが、ストーリーについては「チョープラーは『アルターフ 復讐の名のもとに』でカシミールの混乱を写し込むために誠実な努力をします。しかし、誰もが物語の中にカシミール人がいないことに失望を感じるでしょう」と批評している。